# Jezici Papue Nove Gvineje
6,070,000 stanovnika. Papuanci 78%, Melanežani 20%. Službeni jezici hiri motu*, tok pisin*, engleski*. 841 jezik, 830 živih i 11 izumrlih †

## A
- Abadi jezik [kbt] 4,300 (2007 SIL).
- Abaga jezik [abg] 5 (1994 SIL). etnička populacija: 1.200 (1975 SIL).
- Abau jezik [aau] 7,270 (2000 popis).
- Abom jezik [aob] 15 (2002 SIL).
- Abu jezik [ado] 4,200 (2000 popis).
- Adzera jezik [adz] 28,900 (2000 popis).
- Aeka jezik [aez] 3,400 (2007).
- Aekyom jezik [awi] 8,000 (1987 UBS).
- Agarabi jezik [agd] 27,000 (2000 popis).
- Agi jezik [aif] 960 (2003 SIL).
- Agob jezik [kit] 2,440 (2000 popis).
- Aighon jezik [aix] 2,000 (2003 SIL),
- Aiklep jezik [mwg] 3,700 (1991 SIL).
- Aimele jezik [ail] 140 (2000).
- Ainbai jezik [aic] 100 (2003 SIL).
- Aiome jezik [aki] 750 (Wurm and Hattori 1981).
- Ak [akq] 75 (2000 S. Wurm).
- Akolet jezik [akt] 950 (1982 SIL).
- Akoye jezik [miw] 800 (1998 SIL),
- Akrukay jezik [afi] 250 (2003 SIL).
- Alamblak jezik [amp] 1,530 (2000 popis).
- Alekano jezik [gah] 25,000 (1999 SIL).
- Ama [amm] 480 (1990 popis).
- Amaimon jezik [ali] 1,780 (2003 SIL).
- Amal jezik [aad] 830 (2003 SIL).
- Amanab jezik [amn] 4,420 (2003 SIL).
- Amara jezik [aie] 1,170 (2000 D. Tryon).
- Ambakich jezik [aew] 770 (2003 SIL).
- Ambrak jezik [aag] 290 (2000 popis).
- Ambulas jezik [abt] 44,000 (1991 SIL).
- Amele jezik [aey] 5,300 (1987 SIL).
- Amol jezik [alx] 270 (2000 popis).
- Amto jezik [amt] 300 (2006 NTM).
- Anam jezik [pda] 1,070 (2003 SIL).
- Anamgura jezik [imi] 1,250 (1990 popis).
- Andai jezik [afd] 400 (2005).
- Andarum jezik [aod] 1,080 (Wurm and Hattori 1981).
- Andra-Hus jezik [anx] 1,310 (2000).
- Anem jezik [anz] 550 (2003 SIL).
- Aneme Wake jezik [aby] 650 (1990 SIL).
- Angaataha jezik [agm] 2,100 (2003 BTA).
- Angal jezik [age] 18,600 (2000).
- Angal Enen jezik [aoe] 22,000 (1995 UBS).
- Angal Heneng jezik [akh] 40,000 (1994 V. Schlatter).
- Angor jezik [agg] 1,270 (1990 popis).
- Angoram jezik [aog] 8,220 (2003 SIL).
- Anjam jezik [boj] 2,020 (2003 SIL).
- Ankave jezik [aak] 1,600 (1987 SIL).
- Anor jezik [anj] 980 (2000).
- Anuki jezik [aui] 890 (2001 SIL).
- Ap Ma jezik [kbx] 7,000 (1990 UBS).
- Apali jezik [ena] 980 (2003 SIL).
- Apalik jezik [apo] 370 (1979 popis).
- Arammba jezik [stk] 970 (2003 SIL).
- Arapesh, Bumbita [aon] 4,340 (2003 SIL).
- Arawum jezik [awm] 60 (2000 S. Wurm).
- Are jezik [mwc] 1,230 (1973 SIL).
- Ari jezik [aac] 50 (2000 S. Wurm).
- Aribwatsa jezik †
- Aribwaung jezik [ylu] 1,000 (1994).
- Arifama-Miniafia  [aai] 3,470 (2000).
- Arop-Lokep jezik [apr] 3,020 (2000 popis),
- Arop-Sissano jezik [aps] 1,150 (1998).
- Aruamu jezik [msy] 8,000 (1990 UBS).
- Aruek jezik [aur] 740 (2003 SIL).
- Aruop jezik [lsr] 700 (1991 SIL).
- Asaro’o jezik [mtv] 1,250 (2003 SIL).
- Asas jezik [asd] 330 (Wurm and Hattori 1981).
- Askopan jezik [eiv] 1,200 (Wurm and Hattori 1981).
- Atemble jezik [ate] 60 (2000 S. Wurm).
- Au [avt] 8,000 (2000 popis).
- ’Auhelawa jezik [kud] 1,200 (1998 SIL).
- Auwe jezik [smf] 410 (2003 SIL).
- Avau jezik [avb] 620 (2002 SIL).
- Awa jezik [awb] 2,050 (2003 SIL).
- Awad Bing jezik [bcu] 1,450 (2000 SIL).
- Awar jezik [aya] 1,090 (2003 SIL).
- Awara jezik [awx] 1,870 (2007 popis),
- Awiyaana jezik [auy] 11,100 (2000).
- Awtuw jezik [kmn] 510 (2003 SIL).
- Awun jezik [aww] 400 (2003 SIL).
- Ayi jezik [ayq] 430 (2000 popis).

## B
- Bagupi [bpi] 50 (2000 S. Wurm).
- Bahinemo [bjh] 550 (1998 NTM).
- Baibai jezik [bbf] 340 (2000 census).
- Baimak jezik [bmx] 650 (2003 SIL).
- Baluan-Pam jezik [blq] 1,000 (1982 SIL).
- Bamu jezik [bcf] 6,310 (2000 census).
- Banaro jezik [byz] 2,480 (1991 SIL).
- Bannoni jezik [bcm] 1,000 (Lincoln 1977).
- Barai jezik [bbb] 800 (2003 SIL).
- Baramu [bmz] 850 (2000 census).
- Bargam [mlp] 3,750 (2003 SIL).
- Bariai jezik [bch] 1,380 (1998 SIL).
- Bariji [bjc] 460 (2000).
- Barok jezik [bjk] 2,120 (1985).
- Baruga [bjz] 2,230 (2003 SIL).
- Baruya [byr] 6,600 (1990 census).
- Bau jezik [bbd] 3,060 (2000).
- Bauwaki [bwk] 520 (2000 census).
- Beami jezik [beo] 4,200 (Wurm and Hattori 1981).
- Bebeli jezik [bek] 1,050 (1982 SIL).
- Beli [bey] 2,200 (2000).
- Benabena jezik [bef] 45,000 (1998 NTM).
- Bepour jezik [bie] 50 (2000 S. Wurm).
- Berinomo [bit] 350 (2000 census).
- Biangai jezik [big] 1,400 (1991 SIL).
- Biem [bmc] 2,200 (2000 census).
- Bikaru jezik [bic] 100 (Wurm and Hattori 1981).
- Bilakura [bql] 30 (2000 S. Wurm).
- Bilbil jezik [brz] 1,250 (2003 SIL).
- Bilur [bxf] 2,300 (2000).
- Bimin jezik [bhl] 2,250 (2003 SIL).
- Bina [bmn] †
- Binahari [bxz] 630 (2000 census).
- Binandere jezik [bhg] 7,000 (2007 SIL).
- Bine [bon] 2,000 (1987 SIL).
- Binumarien [bjr] 360 (1990 census).
- Bipi [biq] 1,200 (1990 SIL).
- Bisis [bnw] 450 (2000 census).
- Bisorio [bir] 260 (2003 SIL).
- Bitur [mcc] 860 (2000 census).
- Biwat jezik [bwm] 3,040 (2003 SIL).
- Biyom [bpm] 380 (Wurm and Hattori 1981).
- Blafe jezik [bfh] 670 (2003 SIL).
- Bo [bpw] 85 (1998 NTM).
- Bogaya [boq] 300 (Wurm and Hattori 1981).
- Boikin jezik [bzf] 31,300 (2003 SIL).
- Bola [bnp] 13,700 (2000 census).
- Bongu [bpu] 850 (2000 census).
- Bonkiman [bop] 180 (1991 SIL).
- Borong [ksr] 2,070 (2000 census).
- Boselewa jezik [bwf] 610 (1999 SIL).
- Bosmun jezik [bqs] 1,300 (2004 PBT).
- Bo-Ung [mux] 40,900 (2000 census).
- Bragat jezik [aof] 460 (2003 SIL).
- Brem [buq] 1,190 (2003 SIL).
- Breri [brq] 1,100 (1986 PBT).
- Buang, Mangga [mmo] 3,000 (1986 SIL).
- Buang, Mapos [bzh] 10,500 (2000).
- Budibud jezik [btp] 310 (2000).
- Bugawac [buk] 9,690 (1978 K. McElhanon).
- Buhutu [bxh] 1,350 (2003 SIL),
- Bukiyip jezik [ape] 16,200 (2003 SIL).
- Bulgebi [bmp] 50 (2000 S. Wurm). Etničkih: 125.
- Bulu [bjl] 910 (2000 census).
- Bun jezik [buv] 480 (2003 SIL).
- Buna [bvn] 750 (2003 SIL).
- Bunama jezik [bdd] 4,000 (1993 SIL).
- Bungain [but] 3,600 (2003 SIL).
- Burui [bry] 260 (2000).
- Burum-Mindik [bmu] 8,250 (2000 census).
- Bwaidoka [bwd] 6,500 (2000 SIL).
- Bwanabwana [tte] 2,400 (2007 SIL),

## C
- Chambri [can] 1,700 (1991).
- Changriwa jezik [cga] 690 (2003 SIL).
- Chenapian [cjn] 180 (2003 SIL).
- Chuave [cjv] 23,100 (Wurm and Hattori 1981).

## D
- Daantanai’ [lni] 600 (2007 SIL).
- Dadibi [mps] 10,000 (1988 SIL).
- Daga [dgz] 9,000 (2007 SIL),
- Dambi jezik [dac] 710 (2000).
- Danaru [dnr] 260 (2003 SIL).
- Dano jezik [aso] 30,000 (1987 SIL).
- Daonda jezik [dnd] 170 (2003 SIL).
- Dawawa [dww] 2,500 (1994 SIL).
- Dedua [ded] 5,620 (2000 Census),
- Degenan [dge] 790 (2003 SIL).
- Dera jezik [kbv] 690
- Dia [dia] 1,840 (2003 SIL).
- Dibiyaso [dby] 1,950 (2000 census).
- Dima [jma] 750 (2001 SIL).
- Dimir [dmc] 3,820 (2003 SIL).
- Diodio [ddi] 2,180 (2000).
- Dobu [dob] 10,000 (1998 SIL).
- Doga jezik [dgg] 200 (2000 S. Wurm).
- Doghoro [dgx] 270 (2000 census).
- Dom [doa] 12,000 (1994 NTM).
- Domu [dof] 950 (2000).
- Domung [dev] 2,000 (1991 SIL).
- Doromu-Koki [kqc] 1,500 (2006 SIL).
- Doso [dol] 700 (1973 D. Shaw).
- Duau [dva] 3,550 (1991 SIL).
- Duduela [duk] 470 (Wurm and Hattori 1981).
- Dumpu [wtf] 510 (2003 SIL).
- Dumun [dui] 35 (2000 S. Wurm).
- Duna [duc] 11,000 (1991 SIL).
- Duwet [gve] 400 (Holzknecht 1988).

## E
- Edolo [etr] 1,670 (2000 census).
- Eitiep [eit] 500 (2003 SIL),
- Elepi [ele] 330 (2003 SIL).
- Elkei [elk] 1,640 (2000 census).
- Elu [elu] 220 (1983 SIL).
- Enga [enq] 165,000 (Wurm and Hattori 1981).
- Engleski jezik* [eng] 50,000 (1987).
- Erave [kjy] 10,000 (2000 census).
- Ere [twp] 1,030 (1980 census).
- Ese [mcq] 10,000 (2000 SIL).
- Ewage-Notu [nou] 12,900 (1988 SIL).

## F
- Faita jezik [faj] 50 (2000 S. Wurm).
- Faiwol jezik [fai] 4,500 (1987 SIL).
- Fas jezik [fqs] 2,500 (2000 census).
- Fasu jezik [faa] 1,200 (Wurm and Hattori 1981).
- Fembe jezik [agl] 350 (1986 SIL).
- Finongan [fag] 1,300 (2002 SIL).
- Fiwaga [fiw] 300 (Wurm and Hattori 1981).
- Foi [foi] 2,800 (1980 UBS).
- Foia Foia [ffi] 180 (2000 census).
- Folopa jezik [ppo] 3,000 (1985 SIL).
- Forak [frq] 280 (2003 SIL).
- Fore [for] 17,000 (1991 SIL).
- Fuyug [fuy] 14,000 (2003 SIL).

## G
- Gabutamon [gav] 330 (2003 SIL).
- Gadsup [gaj] 22,100 (2000 census).
- Gaikundi [gbf] 1,200 (2000).
- Gaina [gcn] 1,410 (1971 T. Dutton).
- Gal [gap] 340 (2003 SIL).
- Galeya [gar] 3,410 (2000).
- Ganglau [ggl] 470 (2003 SIL).
- Gants [gao] 1,880 (Wurm and Hattori 1981).
- Gapapaiwa [pwg] 3,000 (2007 SIL),
- Garus [gyb] 2,650 (2003 SIL).
- Gedaged [gdd] 6,950 (2003 SIL).
- Gende [gaf] 8,000 (1987 SIL).
- Ghayavi [bmk] 2,810 (2000).
- Gimi [gim] 22,500 (Wurm and Hattori 1981).
- Gimi [gip] 3,700 (1982 SIL).
- Ginuman [gnm] 1,440 (2000).
- Girawa jezik [bbr] 4,000 (Wurm and Hattori 1981).
- Gitua [ggt] 760 (2000).
- Gizrra [tof] 1,050 (2002 SIL).
- Gnau [gnu] 1,330 (2000 census).
- Gobasi [goi] 1,100 (1993 ECP).
- Gogodala jezik [ggw] 22,000 (2004 SIL).
- Golin [gvf] 51,100 (Wurm and Hattori 1981).
- Gorakor [goc] 2,740 (1979 census).
- Gorovu [grq] 15 (2000 S. Wurm),
- Guhu-Samane [ghs] 12,800 (2000 census).
- Gumalu [gmu] 580 (2003 SIL).
- Gumawana [gvs] 470 (2000 census),
- Guntai [gnt] 350 (2003 SIL).
- Guramalum [grz] 3 (1987 SIL).
- Guriaso jezik [grx] 160 (2003 SIL).
- Gusan [gsn] 790 (1980 census).
- Guya [gka] 130 (Wurm and Hattori 1981).
- Gwahatike [dah] 1,570 (2003 SIL).
- Gweda [grw] 26 (2001 SIL).

## H
- Hahon [hah] 1,300 (Lincoln 1977).
- Haigwai [hgw] 1,060 (2000 census).
- Hakö [hao] 5,000 (1982 SIL).
- Halia [hla] 20,000 (1994 SIL).
- Hamtai [hmt] 45,000 (1998 Tom Palmer).
- Hanga Hundi [wos] 7,200 (2000 census).
- Haruai jezik [tmd] 2,000 (2000 SIL).
- Hermit [llf] †
- Hewa [ham] 2,150 (1986 SIL).
- Heyo jezik [auk] 2,710 (2000 census).
- Hoia Hoia [hhi] 80 (2000 census).
- Hote [hot] 2,240 (2000 census).
- Hoyahoya [hhy] 95 (2000 census).
- Hula [hul] 3,240 (2000 census).
- Huli [hui] 70,000 (1991 UBS).
- Humene [huf] 940 (2000).
- Hunjara-Kaina Ke [hkk] 8,770 (2000 census).

## I
- Iamalele [yml] 2,800 (1987 SIL).
- Iatmul jezik [ian] 8,440 (2003 SIL).
- Idi [idi] 1,610 (2000 census).
- Iduna [viv] 6,000 (1984 SIL).
- Igana [igg] 200 (2003 SIL).
- Ikobi-Mena [meb] 650 (1977 SIL).
- Imbongu [imo] 42,500 (2000 census).
- Imonda jezik [imn] 250 (1994 SIL).
- Inapang [mzu] 1,830 (2007).
- Inoke-Yate [ino] 10,000 (1993 SIL).
- Ipiko [ipo] 200 (1977 SIL).
- Ipili [ipi] 26,000 (2002 SIL),
- Isabi [isa] 280 (Wurm and Hattori 1981).
- Isaka [ksi] 420 (2003 SIL).
- Isebe [igo] 910 (Wurm and Hattori 1981).
- Iteri jezik [itr] 480 (2003 SIL).
- Iwal [kbm] 1,500 (1987 SIL).
- Iwam [iwm] 3,000 (1998 NTM).
- Iwam, Sepik [iws] 2,500 (2000 census).
- Iyo [nca] 6,900 (2003 SIL).

## J
- Jilim [jil] 650 (2000 popis).
- juwal [mwb] 1,440 (2000 popis).

## K
- Kaiep [kbw] 300 (1993 SIL).
- Kairak jezik [ckr] 750 (1988 SIL).
- Kairiru [kxa] 3,200 (2000 census).
- Kakabai [kqf] 900 (2003 SIL).
- Kaki Ae jezik [tbd] 510 (2000 census).
- Kalam [kmh] 15,000 (1991 SIL).
- Kalou [ywa] 1,370 (2003 SIL).
- Kaluli jezik [bco] 2,500 (1994 SIL).
- Kamano [kbq] 63,200 (2000 census).
- Kamasa [klp] 7 (2003 SIL).
- Kamasau [kms] 960 (2003 SIL).
- Kambaira [kyy] 140 (1971 S. Wurm).
- Kamula [xla] 800 (1998 SIL).
- Kanasi [soq] 2,200 (1998 SIL).
- Kandas [kqw] 480 (1972 Beaumont).
- Kandawo [gam] 4,000 (2003 SIL).
- Kanggape [igm] 1,080 (Wurm and Hattori 1981).
- Kaniet jezik [ktk] †
- Kaningra [knr] 300 (2000 S. Wurm).
- Kaninuwa [wat] 360 (2001).
- Kanite [kmu] 8,000 (1991 SIL).
- Kapin [tbx] 2,350 (1979 census).
- Kapriman [dju] 1,640 (2003 SIL).
- Kara [leu] 5,000 (1998 SIL).
- Karami [xar] †
- Karawa [xrw] 63 (2003 SIL),
- Kare [kmf] 380 (Wurm and Hattori 1981).
- Karkar-Yuri jezik [yuj] 1,140 (1994 SIL).
- Karnai jezik [bbv] 920 (2000 D. Tryon).
- Karore [xkx] 550 (2003 SIL).
- Kasua [khs] 600 (1990 SIL).
- Kâte [kmg] 6,130 (1978 K. McElhanon).
- Kaulong [pss] 4,000 (2000 D. Tryon).
- Kawacha [kcb] 12 (2000 S. Wurm).
- Kayan [kct] 600 (2004 PBT).
- Keapara [khz] 19,400 (2000 D. Tryon).
- Kein [bmh] 1,750 (2000 census).
- Kela [kcl] 2,150 (1980 census).
- Kele [sbc] 600 (1982 SIL).
- Kenati [gat] 950 (1990 census).
- Keoru-Ahia [xeu] 5,970 (2000 census).
- Kerewo [kxz] 2,200 (1975 Wurm).
- Kesawai [xes] 770 (2003 SIL).
- Kewa, East [kjs] 45,000 (2000 census).
- Kewa, West [kew] 45,000 (2000 census).
- Keyagana [kyg] 12,300 (Wurm and Hattori 1981).
- Khehek jezik [tlx] 1,600 (1991 SIL).
- Kibiri [prm] 1,100 (1977 SIL).
- Kilivila jezik [kij] 20,000 (2000 D. Tryon).
- Kilmeri jezik [kih] 1,970 (2004 SIL),
- Kinalakna [kco] 220 (1978 K. McElhanon).
- Kire [geb] 2,420 (2003 SIL).
- Kis [kis] 220 (2000 D. Tryon).
- Kiwai, Northeast [kiw] 4,400 (1986 W. Foley).
- Kiwai, Southern [kjd] 9,700 (1975 Wurm).
- Kobol [kgu] 720 (2000 census).
- Kobon [kpw] 10,000 (2007 SIL),
- Koiali, Mountain [kpx] 4,000 (2000 census).
- Koiari, Grass [kbk] 1,700 (2000 S. Wurm).
- Koitabu [kqi] 2,700 (2000 S. Wurm).
- Koiwat [kxt] 800 (2000 census).
- Kol [kol] 4,000 (1991 SIL).
- Kolom [klm] 470 (2003 SIL).
- Koluwawa [klx] 900 (1998 SIL).
- Komba [kpf] 15,000 (2000 SIL).
- Kombio [xbi] 2,970 (2003 SIL),
- Kominimung [xoi] 320 (2003 SIL).
- Konai [kxw] 600 (1991 SIL).
- Konomala [koa] 800 (1985 SIL).
- Kopar [xop] 540 (2000 census).
- Korafe-Yegha [kpr] 3,630 (2003 SIL).
- Korak jezik [koz] 510 (2003 SIL).
- Koro [kxr] 400 (1983 SIL).
- Koromira [kqj] 2,500 (2007 SIL).
- Kosena [kze] 2,000 (1987 SIL).
- Kovai [kqb] 5,000 (2007 SIL).
- Kove [kvc] 6,750 (1994 SIL).
- Kowaki [xow] 25 (2000 S. Wurm).
- Kuanua [ksd] 61,000 (1991 SIL).
- Kube [kgf] 6,000 (1987 SIL).
- Kubo [jko] 1,000.
- Kumalu [ksl] 2,580 (1979 census).
- Kuman [kue] 115,000 (2000 census),
- Kumukio [kuo] 550 (1978 K. McElhanon).
- Kuni [kse] 2,400 (2000 census).
- Kuni-Boazi [kvg] 4,500 (2007 SIL),
- Kunimaipa [kup] 8,200 (2000 census).
- Kunja [pep] 290 (2003 SIL).
- Kuot [kto] 2,400 (2002 SIL).
- Kurti [ktm] 3,000 (2002 SIL).
- Kwanga [kwj] 10,000 (2001 SIL).
- Kwato [kop] 780 (Wurm and Hattori 1981).
- Kwoma [kmo] 3,000 (2003 SIL).
- Kwomtari jezik [kwo] 600 (1998 SIL).
- Kyaka [kyc] 15,400 (Wurm and Hattori 1981).
- Kyenele [kql] 1,250 (2003 SIL).

## L
- Label [lbb] 140 (1979 census).
- Labu [lbu] 1,600 (1989 SIL).
- Laeko-Libuat jezik [lkl] 720 (2003 SIL).
- Lala jezik [nrz] 3,000 (2007 SIL).
- Lamogai [lmg] 3,650 (1980 Johnston).
- Langam jezik [lnm] 420 (2003 SIL).
- Laua [luf] 1 (1987 SIL).
- Lavatbura-Lamusong [lbv] 1,310 (1972 Beaumont).
- Lawunuia [tgi] 550 (Lincoln 1977).
- Leipon [lek] 650 (Lincoln 1977).
- Lele [lle] 1,300 (1982 SIL).
- Lembena [leq] 1,760 (2000 census),
- Lemio [lei] 270 (2003 SIL).
- Lenkau [ler] 250 (1982 SIL).
- Lesing-Gelimi [let] 930 (1982 SIL).
- Lihir [lih] 12,600 (2000 census),
- Likum [lib] 80 (2000 S. Wurm).
- Lilau [lll] 450 (Wurm and Hattori 1981).
- Loniu [los] 460 (Lincoln 1977).
- Lote [uvl] 5,500 (2004 SIL).
- Lou jezik [loj] 1,000 (1994 SIL).
- Lusi [khl] 2,000 (1994 SIL).

## M
- Ma [mjn] 570 (2003 SIL).
- Madak [mmx] 3,000 (1985 UBS).
- Madi [grg] 380 (2003 SIL).
- Magori [zgr] 100 (2000 S. Wurm).
- Maia [sks] 4,350 (2000 census).
- Maiadomu [mzz] 730 (2000 census),
- Maiani [tnh] 3,040 (2003 SIL).
- Mailu [mgu] 8,500 (2000 census).
- Maisin [mbq] 2,610 (2000 census).
- Maiwa [mti] 1,400 (1998 SIL),
- Maiwala [mum] 2,450 (2000 census).
- Makayam jezik [aup] 1,300 (2003 SIL).
- Makolkol jezik [zmh] †
- Mala [ped] 1,390 (2003 SIL).
- Malalamai [mmt] 550 (2003 SIL).
- Malas [mkr] 650 (2003 SIL). M
- Malasanga [mqz] 900 (2000 census).
- Male jezik [mdc] 970 (2000 census).
- Maleu-Kilenge [mgl] 5,200 (1983 census).
- Mali jezik [gcc] 2,200 (1988 SIL).
- Malinguat [sic] 9,000 (1986 PBT).
- Malol [mbk] 3,330.
- Mamaa jezik [mhf] 200 (1978 K. McElhanon).
- Mamusi [kdf] 6,000 (1985 SIL).
- Manam [mva] 7,950 (2003 SIL).
- Manambu [mle] 2,110 (2003 SIL).
- Mandara [tbf] 2,500 (1985 SIL).
- Manem jezik [jet] 500  (1993 SIL).
- Mangseng [mbh] 2,500 (1998 SIL).
- Mape [mlh] 5,120 (1978 K. McElhanon).
- Mapena [mnm] 270 (1973 SIL).
- Maramba [myd] 840 (2000 census).
- Marangis [wax] 590 (2003 SIL).
- Mari [hob] 810 (2000 D. Tryon).
- Mari [mbx] 80 (2000 S. Wurm).
- Maria [mds] 1,350 (2000 census).
- Marik [dad] 3,500 (1998 SIL).
- Maring [mbw] 11,000 (1998 SIL).
- Matepi [mqe] 280 (2003 SIL).
- Mato [met] 580 (2002 SIL).
- Matukar [mjk] 430 (2003 SIL).
- Mauwake [mhl] 2,390 (2003 SIL).
- Mawak [mjj] 25 (2000 S. Wurm).
- Mawan [mcz] 470 (2003 SIL),
- Mbore [gai] 2,090 (2003 SIL).
- Mbula [mna] 4,500 (2007 SIL).
- Medebur jezik [mjm] 510 (2003 SIL).
- Mehek [nux] 6,300 (1994 SIL).
- Mekeo [mek] 19,000 (2003 SIL).
- Mekmek [mvk] 1,400 (2000 census). E
- Melpa [med] 130,000 (1991 SIL).
- Mende [sim] 5,700 (2003 SIL).
- Mengen [mee] 8,400 (1982 SIL).
- Menya [mcr] 20,000 (1998 SIL).
- Meramera [mxm] 2,000 (1995 SIL).
- Mesem [mci] 4,000 (1997 census).
- Mian [mpt] 1,400 (2000 census).
- Miani [pla] 1,500 (1987 SIL).
- Migabac [mpp] 1,300 (1990 SIL).
- Minanibai [mcv] 300 (Wurm and Hattori 1981).
- Minaveha [mvn] 2,300 (2007 SIL).
- Mindiri [mpn] 80 (2000 S. Wurm).
- Minidien [wii] 100 (2004 SIL).
- Minigir [vmg] 600 (2000).
- Misima-Paneati jezik [mpx] 18,000 (2002 SIL).
- Miu [mpo] 500 (1998 NTM).
- Moere [mvq] 50 (2000 S. Wurm).
- Moikodi [mkp] 570 (Wurm and Hattori 1981).
- Mokerang [mft] 200 (Wurm and Hattori 1981).
- Molima [mox] 4,010 (2000 census),
- Momare [msz] 650 (2003 SIL).
- Mondropolon [npn] 300 (Wurm and Hattori 1981).
- Mongol jezik [mgt] 340 (2003 SIL).
- Monumbo [mxk] 410 (2003 SIL).
- Morawa [mze] 1,100 (2000 census).
- Moresada [msx] 200 (Wurm and Hattori 1981).
- Morigi [mdb] 700 (1975 Wurm).
- Mosimo [mqv] 50 (2000 S. Wurm).
- Motu [meu] 39,000 (2008 A. Taylor).
- Motu, Hiri* [hmo]
- Mouk-Aria [mwh] 630 (1982 SIL).
- Mubami [tsx] 1,730 (2002 SIL).
- Muduapa jezik [wiv] 8,800 (1991 SIL).
- Mufian jezik [aoj] 11,000 (1998 SIL).
- Mulaha [mfw] †
- Mum [kqa] 3,290 (Wurm and Hattori 1981).
- Mungkip [mpv] 12 (2006 SIL).
- Munit [mtc] 910 (2003 SIL).
- Muratayak jezik [asx] 810 (2003 SIL).
- Murik [mtf] 1,000 (2000 S. Wurm).
- Murupi [mqw] 300 (Wurm and Hattori 1981).
- Musak [mmq] 360 (Wurm and Hattori 1981).
- Musar [mmi] 680 (Wurm and Hattori 1981).
- Musom [msu] 200 (2000 S. Wurm).
- Mussau-Emira jezik [emi] 5,000 (2003 SIL),
- Mutu [tuc] 3,500 (2007 SIL),
- Muyuw jezik [myw] 6,000 (1998).
- Mwatebu [mwa] 120 (2000 S. Wurm).

## N
- Naasioi [nas] 20,000 (2007 SIL).
- Nabak [naf] 16,000 (1994 SIL).
- Nabi [mty] 620 (2003 SIL).
- Nafi [srf] 160 (Holzknecht 1988).
- Nai jezik [bio] 600 (2003 SIL).
- Nakama [nib] 980 (1980 census).
- Nakanai [nak] 13,000 (Wurm and Hattori 1981).
- Nake [nbk] 170 (Wurm and Hattori 1981).
- Nakwi jezik [nax] 280 (2003 SIL).
- Nali [nss] 1,800 (1982 SIL).
- Nalik [nal] 5,140 (1990 census).
- Nama [nmx] 1,200 (2003 SIL).
- Namat [nkm] 180 (2000 census).
- Nambo [ncm] 710 (2003 SIL).
- Namia [nnm] 6,000 (2007 SIL),
- Namiae [nvm] 1,200 (2003 SIL).
- Namo [mxw] 380 (2003 SIL).
- Nankina [nnk] 2,500 (1991 SIL).
- Nanubae jezik [afk] 1,270 (2005).
- Narak jezik [nac] 6,220 (2000 census).
- Nauna [ncn] 100 (2000 S. Wurm).
- Nawaru [nwr] 190 (1990 SIL).
- Nehan [nsn] 6,500 (2003 SIL).
- Nek [nif] 1,500 (2002 SIL).
- Nekgini [nkg] 430 (Wurm and Hattori 1981).
- Neko [nej] 320 (Wurm and Hattori 1981).
- Neme [nex] 300 (2002 SIL).
- Nen [nqn] 250 (2002 SIL).
- Nend jezik [anh] 2,000 (1991 UBS).
- Nete [net] 750 (2000 census).
- Ngaing [nnf] 2,020 (2000 census).
- Ngala [nud] 180 (2003 SIL).
- Ngalum [szb] 8,000  (1981).
- Nii [nii] 12,000 (1991 SIL).
- Niksek [gbe] 930 (2003 SIL).
- Nimi [nis] 1,380 (1980 census).
- Nimo jezik [niw] 350 (1998 NTM).
- Nimoa [nmw] 1,100 (census).
- Ningera jezik [nby] 150 (2003 SIL).
- Ninggerum [nxr] 5,150  (2000 census).
- Ningil [niz] 950 (2000 census).
- Nobonob [gaw] 5,000 (2005 census),
- Nomane [nof] 4,650 (Wurm and Hattori 1981).
- Nomu [noh] 810 (1978 K. McElhanon).
- Notsi [ncf] 1,840 (2000 census).
- Nuk [noc] 1,010 (1980 census).
- Nukna [klt] 850 (2003 SIL).
- Nukumanu [nuq] 700 (2003 SIL).
- Nukuria [nur] 550 (2003 SIL).
- Numanggang [nop] 2,260 (2000 census).
- Numbami [sij] 270 (1978 K. McElhanon).
- Nyindrou [lid] 4,200 (1998 SIL).

## O
- Odiai jezik [bhf] 240 (2000 census).
- Odoodee [kkc] 490 (2002 SIL).
- Ogea [eri] 2,210 (2003 SIL).
- Oksapmin [opm] 8,000 (1991 SIL).
- Olo [ong] 13,700 (2003 SIL).
- Omati [mgx] 800 (1977 SIL).
- Ömie [aom] 800 (1993 SIL).
- One, Inebu [oin] 1,300 (2000 Crowther).
- One, Kabore [onk] 300 (2000 Crowther).
- One, Kwamtim [okk] 150 (2000 Crowther).
- One, Molmo [aun] 500 (2000 Crowther).
- One, Northern [onr] 2,000 (2000 Crowther).
- One, Southern [osu] 200 (2000 Crowther).
- Onjob [onj] 150 (2000 S. Wurm).
- Ono [ons] 5,500 (1993 SIL).
- Onobasulu [onn] 700 (2000 SIL).
- Ontenu [ont] 3,000 (1996 SIL).
- Opao [opo] 1,120 (1973 H. A. Brown).
- Orokaiva [okv] 35,000 (2000 census).
- Orokolo [oro] 13,000 (1977 SIL).
- Ouma [oum] †
- Ounge [oue] 1,000 (2007 SIL).
- Owenia [wsr] 350 (Wurm and Hattori 1981).
- Owiniga jezik [owi] 330 (1998 NTM).
- Oya’oya [oyy] 370 (1990 census).

## P
- Pagi jezik [pgi] 2,140 (2003 SIL).
- Pahi [lgt] 840 (2000 census).
- Pak-Tong jezik [pkg] 970 (Lincoln 1977).
- Pal jezik [abw] 1,160 (2000 census).
- Pamosu [hih] 1,500 (2000 SIL).
- Panim [pnr] 420 (2003 SIL).
- Papapana [ppn] 120 (2000 S. Wurm).
- Papi [ppe] 70 (2000 S. Wurm).
- Papitalai [pat] 520 (Lincoln 1977).
- Parawen [prw] 430 (Wurm and Hattori 1981).
- Pare jezik [ppt] 2,000 (1990 UBS).
- Pasi [psq] 360 (2000 census).
- Patep [ptp] 1,700 (2003 SIL).
- Patpatar [gfk] 7,000 (1998 SIL).
- Pawaia jezik [pwa] 4,000 (1991 SIL).
- Paynamar [pmr] 150 (Z’Graggen 1975).
- Pei [ppq] 50 (2000 census).
- Pele-Ata jezik [ata] 2,000 (2007 SIL).
- Penchal [pek] 550 (1982 SIL).
- Petats [pex] 2,000 (1975 SIL).
- Piame [pin] 100 (Wurm and Hattori 1981).
- Pinai-Hagahai jezik [pnn] 600 (1997 SIL).
- Piu [pix] 100 (2000 S. Wurm).
- Ponam [ncc] 420 (Lincoln 1977).
- Pouye [bye] 960 (2003 SIL),
- Puari jezik [pux] 35 (2003 SIL).
- Pulabu [pup] 120 (Wurm and Hattori 1981).
- Purari jezik [iar] 7,000 (1991 UBS).
- Pyu jezik [pby] 100 (2000 census).

## Q
- Qaqet jezik [byx] 6,350 (1988 SIL).

## R
- Ramoaaina [rai] 10,300 (2000 census),
- Ramopa jezik [kjx] 1,000 (Wurm and Hattori 1981).
- Rao [rao] 6,000 (1992 UBS).
- Rapoisi jezik [kyx] 3,500 (1998 SIL).
- Rapting [rpt] 330 (Wurm and Hattori 1981).
- Rawa [rwo] 11,500 (1998 SIL).
- Rawo jezik [rwa] 640 (2003 SIL).
- Rema [bow] †
- Rempi [rmp] 1,590 (2003 SIL).
- Rerau [rea] 590 (2000 census).
- Romkun [rmk] 630 (2003 SIL).
- Ronji [roe] 450 (2003 SIL).
- Rotokas jezik [roo] 4,320 (Wurm and Hattori 1981).
- Rumu [klq] 1,000 (1985 UBS).

## S
- Saep [spd] 550 (2003 SIL).
- Safeyoka jezik [apz] 2,390 (1980 census).
- Sakam [skm] 510 (1978 K. McElhanon).
- Saliba [sbe] 2,500 (2007 Oetzel),
- Salt-Yui [sll] 6,500 (Wurm and Hattori 1981).
- Sam jezik [snx] 780 (2000 census).
- Samberigi [ssx] 3,130 (Wurm and Hattori 1981).
- Samo [smq] 900 (2001 SIL).
- Samosa [swm] 90 (2000 S. Wurm).
- Saniyo-Hiyewe [sny] 1,300 (2000 census).
- Saposa [sps] 1,400 (1998 SIL).
- Sarasira [zsa] 600 (2000 census).
- Saruga [sra] 130 (Wurm and Hattori 1981).
- Sauk [skc] 600 (1978 K. McElhanon).
- Sausi [ssj] 1,450 (2003 SIL).
- Seimat jezik [ssg] 1,000 (1992 SIL).
- Selepet [spl] 7,000 (1988 SIL).
- Sene [sej] 10 (1978 K. McElhanon).
- Sengo [spk] 520 (2003 SIL).
- Sengseng [ssz] 1,750 (2003 SIL).
- Sepa [spe] 700 (2003 SIL).
- Sepen [spm] 650 (2003 SIL).
- Sera [sry] 510 (2000 census).
- Seta [stf] 180 (2000 census).
- Setaman [stm] 280 (2000 census).
- Seti [sbi] 160 (2003 SIL).
- Sewa Bay [sew] 1,520 (1972 census).
- Sialum [slw] 640 (1978 K. McElhanon).
- Siane [snp] 29,000 (2000 census).
- Siar-Lak [sjr] 2,080 (2000 census).
- Siawi [mmp] 220 (2007 NTM),
- Sibe [nco] 5,000 (1975 SIL).
- Sihan [snr] 570 (2003 SIL).
- Sileibi [sbq] 260 (Wurm and Hattori 1981).
- Siliput [mkc] 520 (2003 SIL).
- Silopi [xsp] 180 (2003 SIL).
- Simbali jezik [smg] 390 (2004 SIL).
- Simbari [smb] 3,040 (1990 census).
- Simeku [smz] 3,000 (2007 SIL).
- Sinagen [siu] 330 (2003 SIL).
- Sinasina [sst] 50,100 (Wurm and Hattori 1981).
- Sinaugoro [snc] 18,000 (2000 census).
- Sinsauru [snz] 500 (2003 SIL).
- Sio jezik [xsi] 3,500 (1987 SIL).
- Siroi [ssd] 1,310 (2003 SIL).
- Sissano [sso] 300 (2000 S. Wurm).
- Siwai [siw] 6,600.
- Solong jezik [aaw] 2,200 (Wurm and Hattori 1981).
- Solos [sol] 3,200 (Lincoln 1977).
- Som [smc] 80 (2000 S. Wurm).
- Sonia [siq] 300 (1988 Shaw).
- Sop [urw] 2,250 (2003 SIL).
- Sori-Harengan [sbh] 570 (Lincoln 1977).
- Sowanda jezik [sow] 970 (2000 census).
- Suarmin [seo] 140 (2000 S. Wurm).
- Suau [swp] 6,800 (Wurm and Hattori 1981).
- Sudest [tgo] 2,000 (1987 SIL).
- Suena [sue] 3,000 (2000 SIL).
- Suganga [sug] 350 (2000 census).
- Suki jezik [sui] 3,510 (2003 SIL).
- Sukurum [zsu] 1,160 (2000 census).
- Sulka [sua] 2,500 (1991 SIL).
- Sumariup [siv] 80 (1993 SIL).
- Sumau [six] 2,580 (2003 SIL).
- Sursurunga [sgz] 3,000 (1991 SIL).
- Susuami [ssu] 10 (2000 S. Wurm).

## T
- Tabo [knv] 3,000 (2002 SIL).
- Tabriak [tzx] 2,080 (2003 SIL).
- Tai [taw] 900 (1990 UBS).
- Taiap jezik [gpn] 80 (2000 S. Wurm).
- Tainae jezik [ago] 1,000 (1991 SIL).
- Tairora, North [tbg] 6,000 (2003 SIL).
- Tairora, South [omw] 7,000 (2003 SIL).
- Tairuma jezik [uar] 4,500 (2004 SIL),
- Takia [tbc] 40,000.
- Takuu [nho] 1,750 (2003 SIL).
- Tami [tmy] 1,500 (2003 SIL).
- Tangga [tgg] 5,800 (1990 SIL).
- Tanggu [tgu] 3,000 (1991 SIL).
- Tanguat [tbs] 740 (2003 SIL).
- Tapei jezik [afp] 290 (2005).
- Tauade [ttd] 7,000 (2000 census).
- Taulil jezik [tuh] 800 (2000 S. Wurm).
- Taupota [tpa] 1,280 (2001 SIL).
- Tauya [tya] 350 (Wurm and Hattori 1981).
- Tawala [tbo] 20,000 (2000 census).
- Telefol [tlf] 5,400 (1994 SIL).
- Tenis jezik [tns] 30 (2000 S. Wurm).
- Teop [tio] 5,000 (1991 SIL).
- Terebu [trb] 130 (1990).
- Terei [buo] 26,500 (2003 SIL).
- Tiang [tbj] 790 (1972 Beaumont).
- Tifal [tif] 3,600 (2003 SIL).
- Tigak [tgc] 6,000 (1991 SIL).
- Timbe [tim] 11,000 (1991 SIL).
- Tinputz [tpz] 3,900 (1991 SIL).
- Titan [ttv] 3,850 (1992 SIL).
- Toaripi [tqo] 23,000 (1977 SIL).
- Tobo [tbv] 2,230 (1980 census).
- Tok Pisin jezik* [tpi] 122,000 (2004 SIL).
- Tokano [zuh] 6,000 (1982 SIL).
- Tomoip [tqp] 700 (1982 SIL).
- Torau [ttu] 600 (1963 SIL).
- Torricelli [tei] 520 (2003 SIL).
- Toura [don] 1,800 (2007 SIL).
- Tulu-Bohuai [rak] 1,400 (1982 SIL).
- Tuma-Irumu [iou] 1,500 (1998 SIL).
- Tumleo [tmq] 790 (2003 SIL).
- Tungag [lcm] 12,000 (1990 SIL).
- Turaka [trh] 25 (2000 S. Wurm).
- Turumsa [tqm] 5 (2002 SIL).
- Tuwari [tww] 360 (2000 census).

## U
- Uare [ksj] 1,300 (2004 SIL).
- Ubir [ubr] 2,560 (2000 census).
- Ufim [ufi] 550 (1978 K. McElhanon).
- Uisai [uis] 2,500 (1991 SIL).
- Ukuriguma [ukg] 170 (2003 SIL).
- Ulau-Suain [svb] 2,800 (2003 SIL).
- Umanakaina [gdn] 2,400 (1987 SIL).
- Umbu-Ungu [ubu] 34,200 (2000 census).
- Umeda jezik [upi] 290 (2003 SIL).
- Uneapa jezik [bbn] 10,000 (1998 SIL).
- Unserdeutsch [uln] 100 in Papua New Guinea.
- Ura jezik [uro] 1,900 (1991 SIL).
- Urapmin jezik [urm] 370 (2003 SIL).
- Urat jezik [urt] 6,280 (2003 SIL),
- Uri [uvh] 2,500 (1991 SIL).
- Urigina [urg] 1,400 (Wurm and Hattori 1981).
- Urim [uri] 3,740 (2003 SIL).
- Urimo [urx] 800 (2003 SIL).
- Uruava [urv] †
- Usan [wnu] 1,400 (1991 SIL).
- Usarufa [usa] 1,300 (1996 SIL).
- Utarmbung [omo] 1,170 (2003 SIL).
- Utu [utu] 580 (Wurm and Hattori 1981).
- Uya [usu] 270 (2003 SIL).

## V
- Valman [van] 1,740 (2003 SIL).
- Vanimo jezik [vam] 2,670 (2000 census).
- Vehes [val] 70 (2000 S. Wurm).

## W
- Wab jezik [wab] 120 (2000 S. Wurm).
- Waboda [kmx] 2,750 (2003 SIL).
- Wadaginam [wdg] 950 (2003 SIL).
- Wa’ema [wag] 1,020 (2000 census).
- Waffa [waj] 1,300 (1988 SIL).
- Wagawaga [wgw] 1,290 (1990 census).
- Wagi jezik [fad] 3,380 (2003 SIL).
- Wahgi [wgi] 39,000 (1999 SIL).
- Wahgi, North [whg] 47,000 (1999 SIL).
- Waima [rro] 15,000 (2000 census).
- Walio [wla] 230 (2003 SIL).
- Wamas [wmc] 220 (2000).
- Wampar [lbq] 5,150 (1990).
- Wampur [waz] 320 (2000 census).
- Wanambre [wnb] 590 (2003 SIL).
- Wanap [wnp] 1,070 (2003 SIL).
- Wantoat [wnc] 8,200 (1978 K. McElhanon).
- Wára [tci] 700 (2002 SIL).
- Warapu jezik [wra] 300 (2000 S. Wurm).
- Waris jezik [wrs] 2,500
- Waruna jezik [wrv] 600 (1991 SIL).
- Wasembo [gsp] 590 (1980 census).
- Waskia [wsk] 20,000 (2007 Council).
- Watakataui [wtk] 350 (1998).
- Watut, Middle [mpl] 1,350 (1990 SIL).
- Watut, North [una] 460 (Holzknecht 1988).
- Watut, South [mcy] 890 (Holzknecht 1988).
- Wedau [wed] 2,200 (2000 D. Tryon).
- Weliki jezik [klh] 200 (1990 SIL).
- Weredai [wei] 490 (2000 census).
- Weri [wer] 4,160 (1978 K. McElhanon).
- Wiarumus [tua] 460 (2000 census).
- Wipi jezik [gdr] 3,500 (1999 Shim).
- Wiru [wiu] 15,300 (Wurm and Hattori 1981).
- Wogamusin [wog] 700 (1998 SIL).
- Wogeo [woc] 1,620 (2003 SIL).
- Wom [wmo] 4,260 (2003 SIL).
- Wutung jezik [wut] 900 (2003 SIL).
- Wuvulu-Aua [wuv] 1,000 (1982 SIL).

## Y
- Yabem [jae] 2,080 (1978 K. McElhanon).
- Yaben [ybm] 700 (Wurm and Hattori 1981).
- Yabong [ybo] 370 (1970 SIL).
- Yagaria [ygr] 21,100 (1982 SIL).
- Yagomi [ygm] 280 (2003 SIL).
- Yagwoia [ygw] 10,000.
- Yahang [rhp] 1,430 (2003 SIL).
- Yakaikeke [ykk] 100 (1998 SIL).
- Yakamul [ykm] 3,460 (2003 SIL),
- Yale jezik [nce] 600 (1991 SIL).
- Yamap [ymp] 1,580 (2000 census).
- Yambes [ymb] 1,080 (2003 SIL),
- Yangulam [ynl] 400 (2000 census).
- Yangum Dey [yde] 180 (2000 census).
- Yangum Gel [ygl] 45 (2000 census).
- Yangum Mon [ymo] 730 (2000 census).
- Yapunda [yev] 60 (2000 S. Wurm).
- Yarawata [yrw] 130 (2003 SIL).
- Yareba [yrb] 750 (Wurm and Hattori 1981).
- Yau [yuw] 1,700 (1991 SIL).
- Yau [yyu] 140 (2003 SIL).
- Yaul jezik [yla] 1,210 (2003 SIL).
- Yaweyuha [yby] 2,000 (1991 SIL).
- Yawiyo [ybx] 66 (2000 census).
- Yekora [ykr] 1,000 (1995 SIL).
- Yele jezik [yle] 3,750 (1998 Rossel Health Centres).
- Yelogu [ylg] 160 (2003 SIL).
- Yerakai [yra] 380 (2000 census).
- Yessan-Mayo [yss] 1,990 (2000 census).
- Yetfa [yet] 200  (1992 SIL).
- Yil jezik [yll] 2,470 (2000 census).
- Yimas [yee] 300 (2000 S. Wurm).
- Yis [yis] 320 (2003 SIL).
- Yoba jezik [yob] †
- Yoidik [ydk] 770 (2003 SIL).
- Yonggom jezik [yon] 4,000 (1997 SIL).
- Yopno [yut] 7,200 (2000 census).

## Z
- Zenag [zeg] 1,820 (1979 popis).
- Zia [zia] 3,940 (1978 K. McElhanon).
- Zimakani jezik [zik] 1,500 (1990 UBS).

## Vanjske poveznice
- Ethnologue (14th)
- Ethnologue (15th)

- New Guinea